# قرار مجلس الأمن التابع للأمم المتحدة رقم 1038
قرار مجلس الأمن التابع للأمم المتحدة رقم 1038، المتخذ بالإجماع في 15 كانون الثاني / يناير 1996، بعد الإشارة إلى القرارات السابقة بشأن كرواتيا بما في ذلك القرارات 779 (1992)، 981 (1995) و1025 (1995)، أذن المجلس لبعثة مراقبي الأمم المتحدة في بريفلاكا بمواصلة مراقبة نزع السلاح في منطقة شبه جزيرة بريفلاكا في كرواتيا.
وأحاط المجلس علماً بالاتفاق الذي بموجبه رئيسا كرواتيا وجمهورية يوغوسلافيا الاتحادية (صربيا والجبل الأسود) أهتما بشأن نزع السلاح وأكد على المساهمة التي قدمها ذلك لتقليل التوتر في المنطقة.
وسيقوم المراقبون برصد عملية نزع السلاح في شبه جزيرة بريفلاكا لمدة ثلاثة أشهر، ويمدد المجلس هذه الفترة لمدة ثلاثة أشهر أخرى عند تلقي تقرير من الأمين العام. بحلول 15 آذار / مارس 1996، طُلب إلى الأمين العام بطرس بطرس غالي أن يقدم تقريراً إلى المجلس عن الحالة في المنطقة والتقدم الذي أحرزه الطرفان لحل خلافاتهما وفيما يتعلق بالتمديد المحتمل لولاية المراقبين العسكريين. أخيرًا، تم حث المراقبين وقوة التنفيذ المنشأة بموجب القرار 1031 (1995) على التعاون مع بعضهم البعض.

## روابط خارجية
- نص القرار في undocs.org